# Hans Lassen Martensen
Pour les articles homonymes, voir Lassen.
Hans Lassen Martensen (ou Larsen Martensen), né 9 août 1808 à Flensbourg dans le Schlesvig, mort le  4 février 1884 à Copenhague est un  prédicateur et un théologien luthérien danois. 

## Biographie
Son père est à la fois maître d'école, écrivain, et marin. Il éduque son fils en langue allemande bien qu'il préfère parler danois lui-même (à l'époque, le duché du Schlesvig est situé entre la Prusse et le Danemark).
Martensen étudie la théologie à Copenhague et devient prêtre de l'église danoise. De 1834 à 1836, au cours de ses voyages à Berlin, Paris, Vienne, Munich, il rencontre des intellectuels qui influencent sa pensée : David Strauss, Franz Xaver von Baader. Il s'enthousiasme pour l'hégélianisme, qu'il importe au Danemark après ses voyages à Berlin, et lit aussi la Divine Comédie de Dante.
Honoré de Balzac, qui fréquente les sectes marténistes, est très impressionné par cette forme de mysticisme auquel les œuvres de sa Comédie humaine, notamment les études philosophiques, font souvent allusion en filigrane.
En 1838, il devient professeur de théologie à Copenhague et, en 1840, pasteur à la cour. L'église suédoise lui offre même le titre d'évêque qu'il décline pour finalement accepter celui d'évêque de Zeeland en 1854. Esprit indépendant à tendance mystique et théosophique, il écrit de nombreux traités sur l'éthique, le dogme et la morale chrétienne. Un de ses prêches lui vaut les foudres du philosophe Kierkegaard ainsi que celles du théologien Magnus Eiriksson qui l'attaque violemment, traitant sa pensée de spéculation.

## Publications
- Grundriss des Systems der Moralphilosophie (1841 en allemand 1845)
- Die christliche Taufe und die baptistische Frage (1847 en allemand 1860)
- Den Christelige Dogmatik (1866, en allemand  1897)
- Christliche Ethik (1871, en anglais 1873)
- Hirtenspiegel (1870-1872)
- Katholizismus und Protestantismus (1874)
- (en) Jacob Boehme; Studies in his Life and Teaching (1882 réimprimé en 1949)
- Son autobiographie, Aus meinem Leben, fut publiée en 1883